# Perizoma osculata
Perizoma osculata är en fjärilsart som beskrevs av George Duryea Hulst 1896. Perizoma osculata ingår i släktet Perizoma och familjen mätare. Inga underarter finns listade i Catalogue of Life.